# Эфиопский батальон в Корейской войне
Эфиопский батальон (кодовое наименование — англ. Kagnew Battalion, амх. ቃኘው) — пехотный батальон из состава 1-й дивизии императорской гвардии Эфиопии, участвовавший в Корейской войне в составе сил ООН.

## История
Батальон находился в зоне боевых действий с мая 1951 по апрель 1953 года. Был придан 7-й дивизии Армии США и участвовал в ряде боевых операций.
Эфиопский батальон зарекомендовал себя с самой лучшей стороны. Несмотря на разницу в климате и природном ландшафте между Эфиопией и Кореей, эфиопы весьма успешно принимали участие в боевых действиях.
Всего 3 600 эфиопских солдат прошли через корейскую войну (по 1 200 в год).

## Потери
Потери батальона составили 122 военнослужащих убитыми, 566 получили ранения различной степени тяжести.

## Награды
Батальон был удостоен благодарностей от правительств США и Южной Кореи.